# Cabriit
Cabriit ist ein selten vorkommendes Mineral aus der Mineralklasse der „Elemente“ mit der chemischen Zusammensetzung Pd2CuSn und damit chemisch gesehen eine natürliche Legierung, genauer eine Intermetallische Verbindung aus Palladium, Kupfer und Zinn.
Cabriit kristallisiert im orthorhombischen Kristallsystem, konnte jedoch bisher nur in Form von bis zu vier Millimeter großen Körner von weißer, graustichiger Farbe mit einem metallischen Glanz gefunden. In Abhängigkeit von den jeweiligen Wirtsmineralen, mit denen Cabriit verwachsen vorkommt, kann Cabriit auch eine mehr oder weniger starke rosa bis zartviolette Tönung aufweisen.

## Etymologie und Geschichte
Entdeckt wurde Cabriit in Proben von Mooihoekit- und Putoraniterzen, aus denen einzelne Körner des neuen Minerals gewonnen werden konnten. Die Proben wurden in der Grube Oktyabr'skoye (auch Oktyabrsky, Oktyabr'sky oder Oktyabr'skoe), einer Kupfer-Nickel-Sulfid-Lagerstätte bei Talnach (englisch Talnakh) etwa 60 km westlich vom Lamasee im Putorana-Gebirge auf der zum russischen Föderationsgebiet Sibirien gehörenden Taimyrhalbinsel entnommen. Die Analyse und Erstbeschreibung erfolgte durch T. L. Evstigneeva (russisch Т. Л. Евстигнеева) und Alexandr Dimitrievich Genkin (1920–2010), die das Mineral nach dem kanadischen Mineralogen Louis J. Cabri (* 1939) benannten.
Die Untersuchungsergebnisse und der gewählte Name wurden 1981 bei der International Mineralogical Association zur Prüfung eingereicht (interne Eingangs-Nr. der IMA: 1981-057), die den Cabriit als eigenständige Mineralart anerkannte. Die Publikation der Erstbeschreibung folgte zwei Jahre später im Fachmagazin The Canadian Mineralogist.
Das Typmaterial des Minerals wird im Mineralogischen Museum (FMM) der Russischen Akademie der Wissenschaften und in der Sammlung des Instituts für Geologie, Petrographie, Mineralogie und Geochemie (IGEM) in Moskau sowie im Geological Survey of Canada (GSC) in Ottawa aufbewahrt.

## Klassifikation
Da der Cabriit erst 1981 als eigenständiges Mineral anerkannt wurde, ist er in der seit 1977 veralteten 8. Auflage der Mineralsystematik nach Strunz noch nicht verzeichnet. Einzig im Lapis-Mineralienverzeichnis nach Stefan Weiß, das sich aus Rücksicht auf private Sammler und institutionelle Sammlungen noch nach dieser alten Form der Systematik von Karl Hugo Strunz richtet, erhielt das Mineral die System- und Mineral-Nr. I/A.17-20. In der „Lapis-Systematik“ entspricht dies der Klasse der „Elemente“ und dort der Abteilung „Metalle und intermetallische Verbindungen“, wobei in den Gruppen I/A.13 bis I/A.17 die Platinmetalle und Platin-Eisen-Verbindungen sowie Verbindungen mit Zinn/Blei und Verwandte eingeordnet sind. Cabriit bildet hier zusammen mit Paolovit, Taimyrit und Tatyanait eine eigenständige, aber unbenannte Gruppe/die „Gruppe“ (Stand 2018).
Die seit 2001 gültige und von der International Mineralogical Association (IMA) bis 2009 aktualisierte 9. Auflage der Strunz’schen Mineralsystematik ordnet den Cabriit ebenfalls in die Abteilung der „Metalle und intermetallische Verbindungen“ ein. Diese ist allerdings weiter unterteilt nach den in der Verbindung vorherrschenden Metallen, die entsprechend ihrer verwandten Eigenschaften in Metallfamilien eingeteilt wurden. Cabriit ist hier entsprechend seiner Zusammensetzung in der Unterabteilung „PGE-Metall-Legierungen“ zu finden, wo es als einziges Mitglied die unbenannte Gruppe 1.AG.30 bildet.
Auch die vorwiegend im englischen Sprachraum gebräuchliche Systematik der Minerale nach Dana ordnet den Cabriit in die Klasse und dort in die gleichnamige Abteilung der „Elemente“ ein. Hier ist er als einziges Mitglied in der unbenannten Gruppe 01.02.08 innerhalb der Unterabteilung „Platingruppenmetalle und -legierungen“ zu finden.

## Chemismus
In der idealen (theoretischen) Zusammensetzung von Cabriit (Pd2CuSn) besteht das Mineral im Verhältnis aus zwei Teilen Palladium (Pd) und je einem Teil Kupfer (Cu) und Zinn (Sn). Dies entspricht einem Massenanteil (Gewichts-%) von 53,87 Gew.-% Pd, 16,08 Gew.-% Cu und 30,05 Gew.-% Sn.
Insgesamt acht Mikrosondenanalysen an natürlichen Mineralproben aus der Typlokalität Oktyabr'skoye bei Talnach ergaben allerdings abweichende Zusammensetzungen von 49,5 bis 55,5 Gew.-% Pd, 12,7 bis 17,28 Gew.-% Cu und 27,5 bis 30,11 Gew.-% Sn sowie zusätzliche Gehalte von 0,0 bis 7,1 Gew.-% Platin (Pt), 0,0 bis 2,0 Gew.-% Silber (Ag) und 0,0 bis 2,2 Gew.-% Antimon (Sb). Platin und Silber können dabei Anteile des Palladiums und Antimon einen Teil des Zinns diadoch ersetzen.

## Kristallstruktur
Cabriit kristallisiert im orthorhombischen Kristallsystem in der Raumgruppe Pmmm (Raumgruppen-Nr. 47) mit den Gitterparametern a = 7,88 Å, b = 7,88 Å und c = 3,94 Å sowie vier Formeleinheiten pro Elementarzelle.

## Bildung und Fundorte
Cabriit bildet sich in massiven Mooihoekit- und Putoraniterzen und Galenit-Chalkopyrit-Adern. Als Begleitminerale können neben den genannten unter anderem noch Auricuprid, Froodit, Geversit, Kassiterit, Magnetit, Paolovit, Polarit, Silber, Sobolevskit, Sperrylith, Sphalerit, Stannit, Talnakhit und Valleriit auftreten.
Als seltene Mineralbildung konnte Cabriit nur an wenigen Orten entdeckt werden, wobei weltweit bisher 13 Fundstellen dokumentiert sind (Stand 2020). Außer an seiner Typlokalität, der Grube Oktyabr'skoye bei Talnach (englisch Talnakh) trat das Mineral noch an weiteren Stellen in der Region Krasnojarsk wie unter anderem in den Cu-Ni-Lagerstätten der Umgebung von Norilsk, in der Severniy Mine (auch Severnaya Mine) und am Berg Dzhaltul nahe dem Fluss Kureika sowie in der ultramafitisch differenzierte Intrusion Kingash und im Il’chir Ophiolit-Gürtel mit Ophiolith, Chromitit, Dunit, Harzburgit und Serpentinit im Sajangebirge der Republik Tuwa. Daneben fand sich Cabriit in Russland noch im Ognit-Komplex im Birjussa-Uda-Gebiet der Oblast Irkutsk.
Weitere bisher bekannte Fundorte sind die Muskox-Intrusion nahe dem Coppermine River in den kanadischen Provinzen Nordwest-Territorien und Nunavut sowie eine unbenannte Prospektion bei Thetford Mines nahe dem Black Lake in der Provinz Québec, der Magnetit-Kupfersulfid-U-Zr-Apatit-Vermiculit-Tagebau Palabora bei Loolekop in der Provinz Limpopo sowie die Mooihoek Farm und die Onverwacht-Mine bei Lydenburg in Südafrika, die Kapalagulu-Intrusion am Tanganjikasee in Tansania und der Platinmetall-Lagerstätte Mesaba im Gebiet der Ely und Hoyt Lakes im St. Louis County des US-Bundesstaates Minnesota.